# Manhattan Beach (Minnesota)
Pour les articles homonymes, voir Manhattan Beach.
Manhattan Beach est une ville américaine située dans le Comté de Crow Wing, dans le Minnesota. Selon le recensement de 2010, sa population est de 57 habitants.